# 聖水

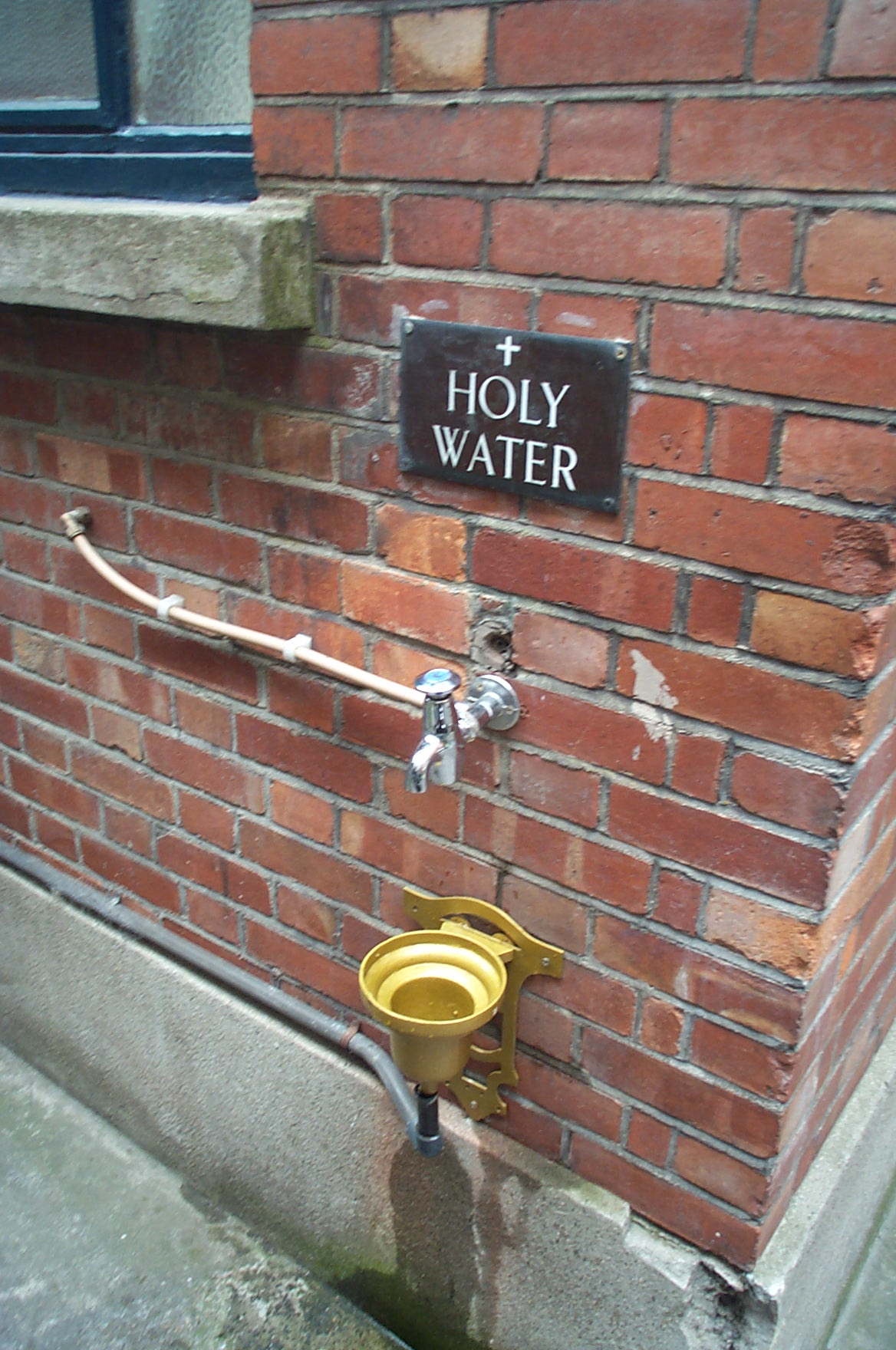
ダブリンの聖テレサ教会の入り口近くに設けられている聖水口。

聖水（せいすい）とは、宗教的に普通の水とは異なり聖なるものとされ、儀式に用いられる水のこと。水は多くの宗教で「穢れを祓う」などの意味で用いられるが、これに普通の水ではなく聖水に相当する特別な水を使わなければならない宗教が多い。
特に、キリスト教の正教会、カトリック教会、聖公会（英国国教会）、一部のプロテスタントなどの教派で、聖職者により聖別（聖化）され洗礼等の儀式や祝福に用いられるものを殊に指して聖水と呼ぶことが多い。本項ではキリスト教における聖水について詳述する。
この他に例えば正教会における至聖三者聖セルギイ大修道院（ロシア）における聖なる泉や、カトリック教会における「ルルドの泉」のように、神に祝福され聖なる力を持つと信じられている水も聖水と呼ぶことがある。

## 正教会

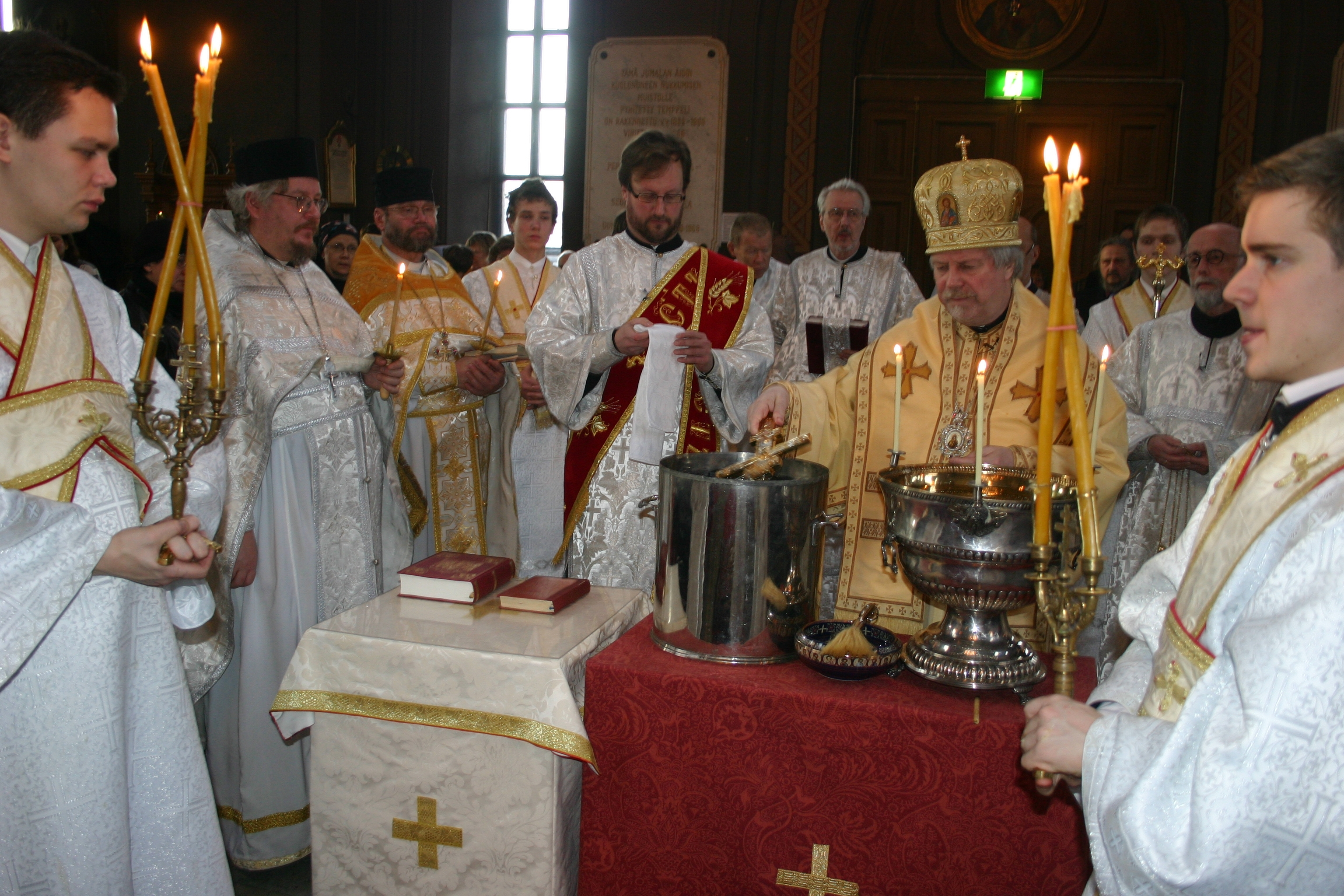
フィンランド正教会の生神女就寝大聖堂 (ヘルシンキ)における聖水式。主教が十字架を水の中に入れて十字を画いて水を成聖している。主教の前方左右（写真手前左右）にはディキリとトリキリを持つ副輔祭が立っている。ほか、司祭・輔祭が主教を囲んでいる。

正教会においては聖水は神品のうち主教もしくは司祭によって水が成聖されることによって成り立つ。成聖する奉神礼である聖水式には大聖水式と小聖水式とがあり、大聖水式は神現祭において行われる。小聖水式は教会に備蓄している聖水が不足するのに応じて随時行われる。大聖水式は神現祭の中で重要な奉神礼の一つとなっている。
聖水式では一定の祈祷文の歌唱、連祷および聖書の奉読が行われた後、主教もしくは司祭が十字架を水に浸けてこれを以て十字を画く。大聖水式ではこの聖水の成聖の後、主教もしくは司祭が聖水を信徒に向って振り掛ける。この時、小箒のような道具が用いられる。
川や湖沼の水を成聖することもあり、これを信徒は聖水として持ち帰ったり、（季節的に神現祭は冬であるが）成聖された川・湖沼に浸かったりする。
聖水式が終わると、その場で信徒は聖水を飲むほか、持ち寄った容器で聖水を持ち帰る。持ち帰られた聖水は直接飲まれるほか、食物に振りかけるなどして用いられる。これによって病の癒しなどの成聖の恩寵が働くと信じられている。なお直接飲む際は領聖と同様、早朝などに空腹の状態で、他の食物が無い状態で飲む事が望ましいとされる。
聖水の恩寵は聖水だけに由来するものではなく、信徒の信仰との協同によって実現するものである。従って聖水の恩寵がもたらされるのは信徒が聖水の恩寵を心から信じ、かつ神の意思と信徒の意思が一致した場合のみであるとされる。
聖水式の時に限らず、聖水は人、物品、場所に、適宜振り掛けられて使われる。
聖水が撒かれている例 - 人、物品（食品）、場所
- 祈祷の終結時、正教会の司祭が「イソプ」と呼ばれる小箒のような道具を使い、聖水をソユーズに乗り込む宇宙飛行士たちに振り掛けている場面[注釈 1]（2012年7月15日、バイコヌール）。
- 復活大祭に、信者が持ち寄った食品の入った籠を、司祭がイソプを使い聖水を撒いて成聖している（リヴィウ、2007年4月7日）。
- イソプを使い聖水を撒いて聖堂建設予定地を成聖する主教。

## カトリック

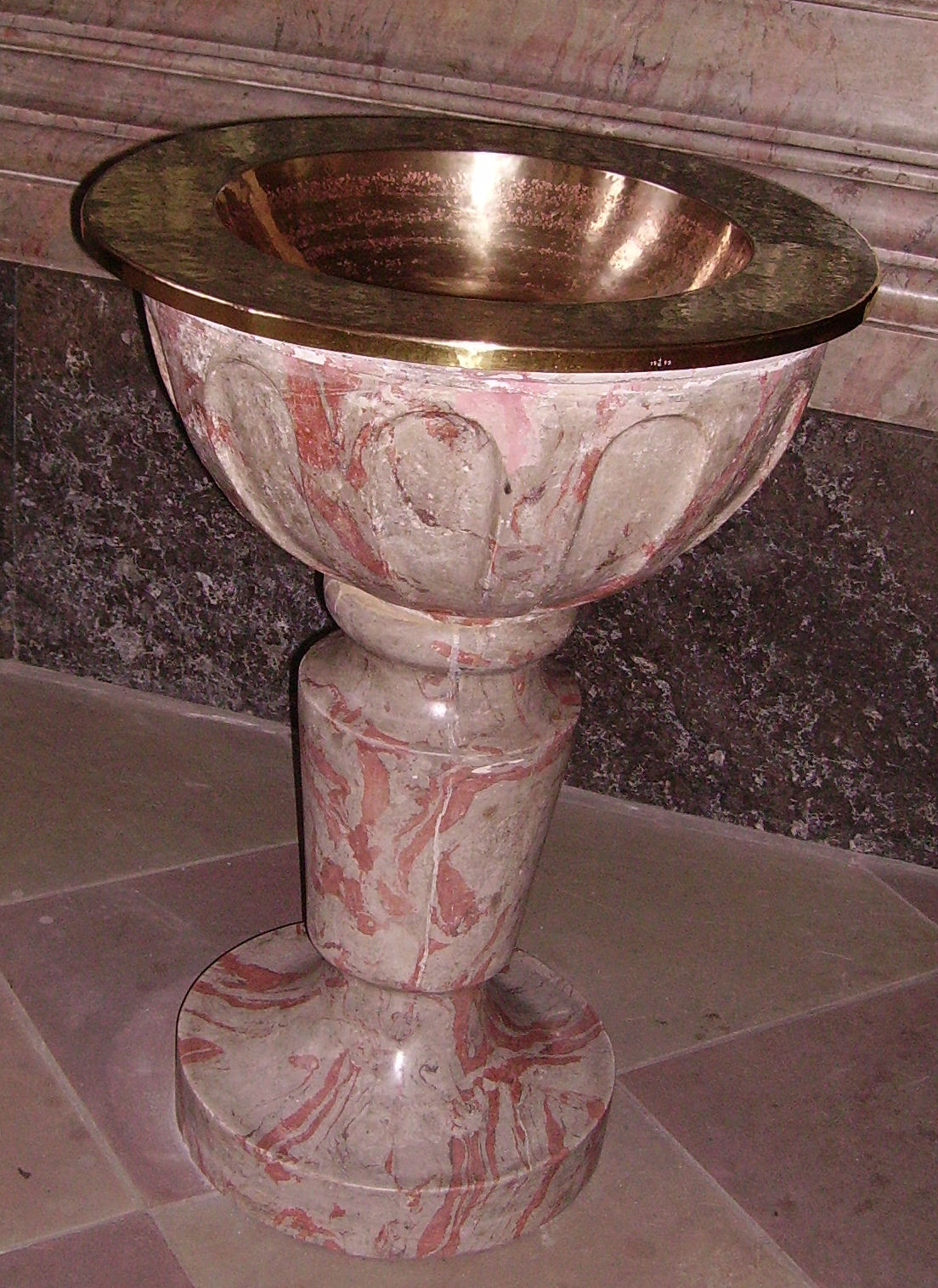
マンハイムの教会にある聖水盤

聖水は司教・司祭により聖別され、洗礼その他の秘跡に用いるために用意される。聖水盤（洗礼盤）に入れ、教会堂の入口に置かれることが多い。これは信徒が受洗したことを常に忘れないようにするためである。信徒は教会に入る際に聖水に指を浸して十字を切り、ミサは司祭による聖水撒布と祝福から始まる。